# Roberto Rao
Roberto Rao (Roma, 3 marzo 1968) è un politico e giornalista italiano.
Dal 2001 al 2006 è stato Portavoce del Presidente della Camera dei Deputati, Pier Ferdinando Casini. È stato Consigliere del Ministro della Giustizia Annamaria Cancellieri (governo Letta). È stato successivamente Consigliere economico del Ministro della Giustizia Andrea Orlando (governo Renzi) e del Ministro dell'Ambiente Gian Luca Galletti (governo Gentiloni) sui temi dell'educazione green. Il 14 aprile 2014 entra nel Cda di Poste Italiane. Viene riconfermato per un secondo mandato nel 2017, che si conclude alla sua scadenza naturale (aprile 2020). Nel mese di maggio dello stesso anno (Governo Conte II) entra nel Consiglio di Amministrazione di MPS. Dal 17 dicembre 2020 fino al giugno 2023 è responsabile della comunicazione della Società Sportiva Lazio e portavoce del presidente Claudio Lotito, sostituendo la figura di Arturo Diaconale, scomparso poche settimane prima.
Esperto di comunicazione strategica, ha svolto nel tempo incarichi di consulenza per singole figure istituzionali e soggetti pubblici nazionali. 

## Biografia

### Attività politica
Alle elezioni politiche del 2008 si candida alla Camera dei Deputati, nella circoscrizione Veneto 1, nelle liste dell'Unione di Centro (in seconda posizione) e viene eletto deputato della XVI Legislatura.

#### L'attività parlamentare
Nei 5 anni in Parlamento si occupa soprattutto di giustizia, divario digitale, telecomunicazioni e lavoro. Presenta cinque proposte di legge come primo firmatario:
1.Contrasto al possesso illegale di armi, strumenti da taglio e coltelli;
2. Istituzione dell'imposta per il servizio pubblico generale radiotelevisivo e disposizioni per il recupero dell'evasione del canone di abbonamento alle radioaudizioni; 
3. Modifica all'articolo 30 del decreto del Presidente della Repubblica 16 settembre 1958, n. 916, in materia di collocamento fuori ruolo dei magistrati componenti elettivi del Consiglio superiore della magistratura; 
4. Modifica dell'articolo 416-ter del codice penale, in materia di scambio elettorale politico-mafioso; 
5. Istituzione dell'Osservatorio nazionale sulle case famiglia.
Sono invece 62 le proposte di legge che lo hanno visto come co-firmatario.
È stato inoltre relatore di due disegni di legge e ha presentato circa 800 emendamenti.

##### Il lavoro in Commissione
È stato componente della Commissione permanente II Giustizia e componente della Commissione parlamentare per l'indirizzo generale e la vigilanza dei servizi radiotelevisivi.
Durante la XVI legislatura è stato presente all'85% delle sedute e si è classificato al 65º posto per produttività in aula nella speciale classifica di Openpolis.
Alle elezioni politiche del 2013 viene candidato al Senato della Repubblica, in regione Lazio, nella lista unica Con Monti Per l'Italia (in quarta posizione, quota UDC), non venendo tuttavia eletto per il mancato superamento, da parte della lista, del previsto sbarramento dell'8%.